# Belinda Lima
Belinda Lima Francis, trên bìa album đơn giản là Belinda, là một ca sĩ Cabo Verde - Hoa Kỳ có trụ sở tại Mindelo.
Belinda Lima Spencer được sinh ra tại Hoa Kỳ của cha mẹ từ São Vicente, và lớn lên ở Mỹ, bao gồm cả chiến thắng Hoa hậu Black Rhode Island, sau đó trở về Cabo Verde. Năm 2007 Belinda Lima đã được Đại sứ quán Cape Verde ở Angola mời biểu diễn tại Luanda, như một phần của lễ kỷ niệm văn hóa Cape Verde-Angola. Năm 2010, cô bắt đầu một chương trình học nghề âm nhạc ở Mindelo, đã được nhắc đến nhiều lần trên Radiotelevisão Caboverdiana.

## Danh sách đĩa hát
Năm 2004, cô phát hành một album gồm các bài hát tiếng Bồ Đào Nha Realidade D'Amor - Music of Cabo Verde. Danh sách ca khúc bao gồm: Realidade D'amor - Promessa E Conversa - Mudjer Na Sala - I Love You Anyway - This Time - Irmãos - Bida Triste - Melodia - Voz Di Coraçao.